# Hassan Fathy
Hassan Fathy (en árabe: حسن فتحي, Alejandría, Egipto, 23 de marzo de 1900-El Cairo, Egipto, 30 de noviembre de 1989) fue un notable arquitecto egipcio, conocido por diseñar viviendas asequibles para gente pobre y casas para las zonas rurales, pionero de la aplicación de nuevos métodos de construcción, especialmente por trabajar para recuperar el uso del ladrillo de barro (o adobe), siguiendo las ideas de una tecnología apropiada para la construcción en Egipto.
Fathy, formado como arquitecto en Egipto, se graduó en 1926 en la Universidad del Rey Fuad I (en la actualidad Universidad de El Cairo). Diseñó sus primeros edificios de ladrillo de barro a finales de la década de los 30 del siglo XX. Ocupó varios cargos en el Gobierno y fue nombrado en 1954 director de la Sección de Arquitectura de la Facultad de Bellas Artes de El Cairo.
Fathy fue reconocido en 1980 con el Premio Right Livelihood y con el Premio de Arquitectura del Presidente del Aga Khan  (the Aga Khan Chairman’s Award for Architecture), una forma muy prestigiosa del Premio Aga Khan de Arquitectura. Utilizó métodos de diseño y materiales tradicionales. Integró el conocimiento de la situación económica de las zonas rurales de Egipto con la arquitectura tradicional y las técnicas de diseño urbanístico. Él mismo capacitó a los habitantes del lugar para hacer sus propios materiales y construir sus propios edificios.
Las condiciones climáticas, las consideraciones de salud pública y las habilidades de los oficios tradicionales también determinaron su estilo. Sobre la base de la formación de estructuras constructivas de los edificios tradicionales, Fathy fue incorporando densas paredes de ladrillo y patios diseñados para conseguir una refrigeración pasiva.

## Vida

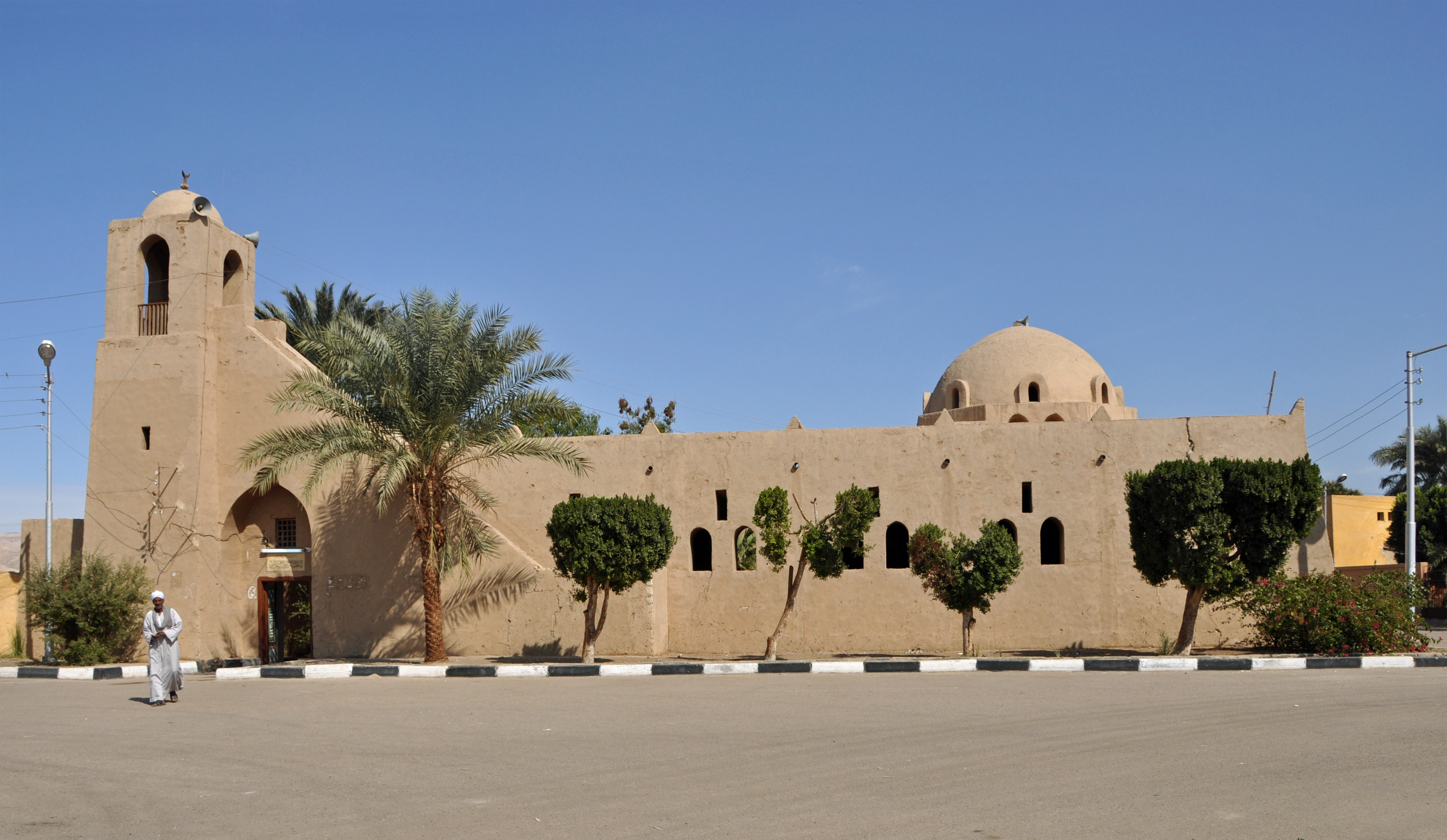
La mezquita de Hassan Fathy en Nueva Gourna.

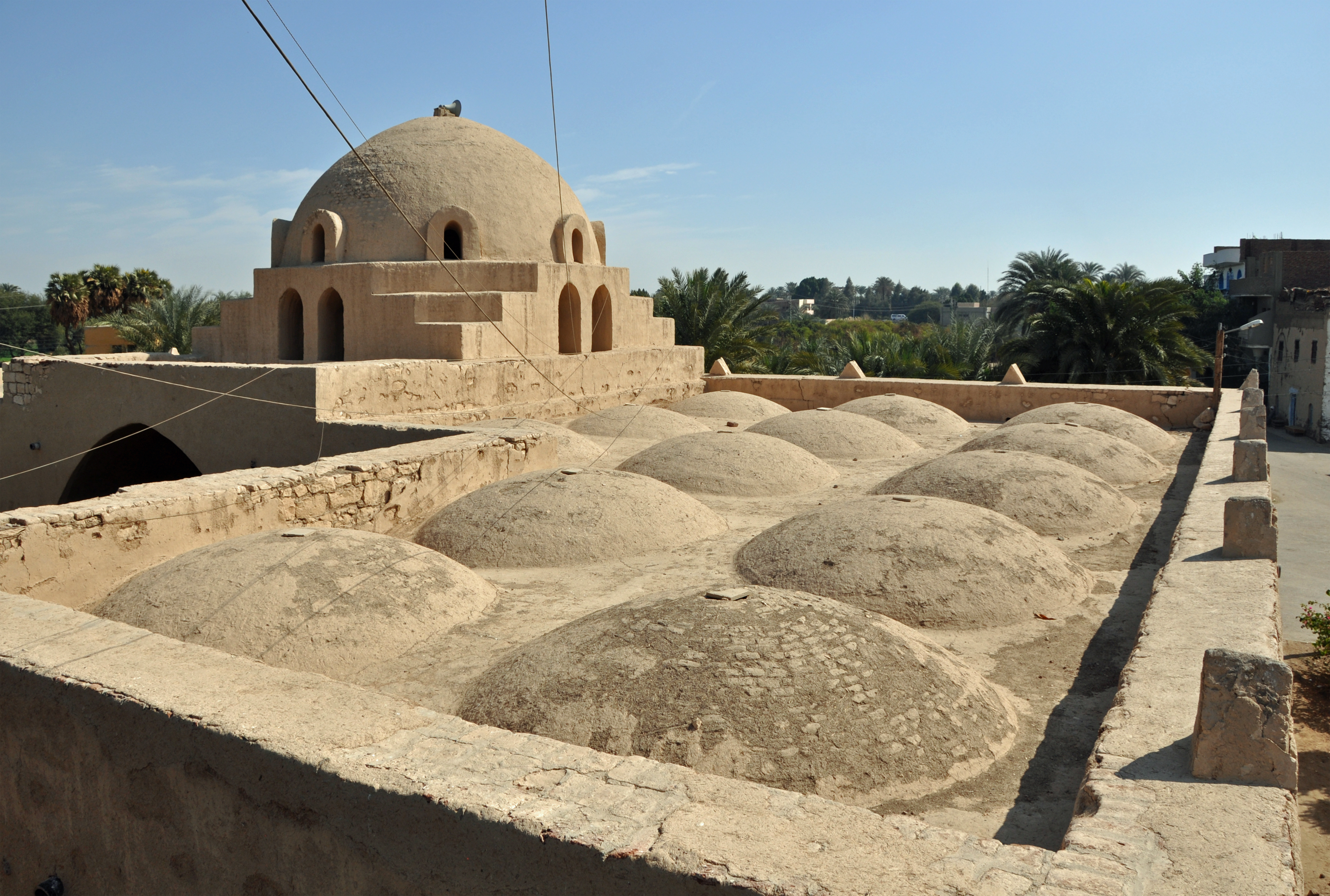
Mezquita de Nueva Gourna.

Hassan Fathy, que nació en Alejandría en 1900 y murió en El Cairo en 1989, es el arquitecto egipcio mejor conocido desde Imhotep. En el curso de una larga carrera con un creciente reconocimiento en su madurez profesional, el cosmopolita y trilingüe profesor-ingeniero-arquitecto, músico aficionado, dramaturgo, inventor, diseñó cerca de 160 proyectos independientes, desde los modestos refugios de campo al planeamiento completo de comunidades con servicios de policía, bomberos y médicos, con mercados, escuelas y teatros, con espacios para el culto y el ocio, incluyendo otros como el servicio de lavandería, hornos y pozos que los urbanistas menos en sintonía con lo social podríamos llamar lugares de trabajo.
Aunque la importancia de la contribución de Fathy a la arquitectura solo llegó a ser evidente acabando el siglo XX, su contribución a Egipto fue clara décadas antes, por lo menos para los observadores del exterior. Ya a la mitad de la construcción de sus edificios de las tres estaciones en Nueva Gourna (una ciudad para el reasentamiento de ladrones de tumbas que fue diseñado para la belleza y hecho de barro), el proyecto fue admirado en el extranjero. En marzo de 1947 lo aplaudieron en un popular semanario británico; medio año más tarde en una revista profesional británica, llegando el elogio de los arquitectos españoles al año siguiente. Un año de silencio (1949, cuando Fathy publicó una fábula literaria) fue seguido con atención por una revista francesa y dos neerlandesas, en una de las cuales fue portada.
El siguiente gran compromiso de Fathy, crear y supervisar los talleres escuela del Ministerio de Educación de Egipto, prorrogó su excedencia de la Facultad de Bellas Artes, donde había comenzado a enseñar en 1930. En 1953 regresó, encargándose de la Sección de Arquitectura al año siguiente. En 1957, frustrado con la burocracia y convencido de que los edificios hablarían más alto que las palabras, se trasladó a Atenas para colaborar con arquitectos urbanistas internacionales  desarrollando los principios del "ekistical design" bajo la dirección de Constantinos Doxiadis. Actuó como defensor de las tradicionales soluciones energéticas naturales en los principales proyectos de comunidades en Irak y Pakistán y se comprometió, bajo auspicios afines, a realizar un viaje e investigar para el programa "Las ciudades del futuro", en África.
De vuelta a El Cairo en 1963, se trasladó a Darb al-Labbana, cerca de la Ciudadela, donde vivió y trabajó el resto de su vida en los intervalos entre los compromisos de consultoría y conferencias. Como hombre con un fascinante mensaje, en una era de búsqueda de alternativas, al petróleo, a las relaciones personales, a principios económicos, Fathy pasó de su primera gran aparición internacional en la (Asociación Americana para el Avance de la Ciencia) en Boston en 1969, a múltiples viajes anuales como un destacado miembro crítico de la profesión de la arquitectura. Su libro sobre Gourna Kurna, publicado en una edición limitada en 1969, se hizo aún más influyente en 1973 con su nuevo título inglés Architecture for the poor (Arquitectura para los pobres). Su misión profesional le llevó cada vez más al extranjero. A su participación en la Conferencia Hábitat de Naciones Unidas en Vancouver en 1976 le siguieron inmediatamente dos acontecimientos que conformaron de manera significativa el resto de sus actividades: comenzó a prestar servicios en el Comité Directivo del naciente Premio Aga Khan de Arquitectura, y dio origen y forma al conjunto de principios rectores de su Instituto de Tecnología Apropiada. En 1980, fue galardonado con el Premio al Sustento Bien Ganado.
Brevemente casado con Aziza Hassanein, no dejó descendientes directos, pero los hijos de sus cinco hermanos y hermanas, conscientes de la obligación de preservar el patrimonio de su tío procuraron asegurarse de que los materiales que transmiten sus ideales y su arte permanezcan disponibles en Egipto, para el beneficio del futuro del país.